# American Fork, Utah
American Fork là một thành phố ở Quận Utah, tiểu bang Utah, Hoa Kỳ, tại chân núi Timpanogos ở trong dãy núi Wasatch, phía bắc của hồ Utah. Theo điều tra dân số năm 2000, thành phố có dân số 21.941 người và ước tính có 22.387 người năm 2004. Thành phố này tăng trưởng nhanh chóng kể từ thập niên 1970.

## Địa lý
American Fork có tọa độ địa lý 40°23′3″B 111°47′31″T / 40,38417°B 111,79194°TĐã đưa tham số không hợp lệ vào hàm {{#coordinates:}} (40.384200, -111.791963)1.
Độ cao của thành phố là 4566 foot trên mực nước biển.
Theo Cục điều tra dân số Hoa Kỳ, thành phố có tổng diện tích 19,5 km² (7,5 mi²), tất cả đều là diện tích mặt đất.